# Красивая (фильм)
«Красивая» (англ. Beautiful) — дебютный фильм американского режиссёра Салли Филд с Минни Драйвер, Джой Лорен Адамс и Хэлли Кейт Айзенберг в главных ролях.

## Сюжет
Мона Хиббард — молодая девушка из неблагополучной семьи Нейпервилла, которая мечтает выиграть конкурс «Мисс Америка». Её мать-алкоголичка отказывается поддержать дочь. Однако Мона дружит с медсестрой Руби, которая оказывает ей помощь.
Мона ждет ребенка, но женщины с детьми не имеют право претендовать на титул. Руби соглашается воспитать дочь подруги Ванессу, как своего ребёнка. Мона становится Мисс Иллинойс, но она всё больше отдаляется от подруги и дочери. Мона приходит рассказать об успехе матери, однако в итоге полностью разрушает с ней отношения. Позже Руби по ошибке обвиняют в проведении эвтаназии и сажают в тюрьму. Мона вынуждена сама ухаживать за дочерью, что у неё плохо получается. Ванесса также негативно относится к матери.
Другая конкурсантка Джойс готова выдать тайну соперницы. Руби, находящаяся в заключении, прямо говорит Моне, что та должна начать выполнять свои обязанности по отношении к дочери. Мона понимает, что стремление к славе стало для неё важнее семьи, и она признаётся в обмане. Судьи видят, что зрители симпатизируют Моне, и изменяют правила, в результате чего Мона всё же получает титул. Джойс остаётся ни с чем, Руби же освобождают.

## В ролях
| Актёр                | Роль                    |
| -------------------- | ----------------------- |
| Минни Драйвер        | Мона Хиббард            |
| Джой Лорен Адамс     | Руби Стивелл            |
| Хэлли Кейт Айзенберг | Ванесса                 |
| Кэтлин Тёрнер        | Верна Чикл              |
| Лесли Стефансон      | Джойс Паркинс           |
| Бриджитт Уилсон      | мисс Техас/Лорна        |
| Кэтлин Робертсон     | мисс Теннесси/Ванда Лав |
| Майкл Маккин         | Ланс Де-Салво           |
| Гэри Коллинз         | ведущий                 |
| Линда Харт           | Недра                   |
| Эли Ландри           | Белинди                 |
| Джессика Коллинз     | мисс Лоуренсвилль       |

## Критика
Фильм получил в основном отрицательные отзывы и провалился в прокате. На сайте Rotten Tomatoes его рейтинг составляет 16 %. Роджер Эберт поставил фильму одну звезду из 4 и написал, что «в этом фильме так много несоответствий, неправдоподобия, вопросов без ответа и незавершённых персонажей».

## Награды и номинации
| Награды и номинации           | Награды и номинации | Награды и номинации                                | Награды и номинации  | Награды и номинации |
| Награда                       | Год                 | Категория                                          | Номинирован(а)       | Итог                |
| ----------------------------- | ------------------- | -------------------------------------------------- | -------------------- | ------------------- |
| The Stinkers Bad Movie Awards | 2000                | Худшая режиссёрская работа                         | Салли Филд           | Номинация           |
| Молодой актёр                 | 2001                | Лучшая работа в кинофильме — актриса до десяти лет | Халли Кейт Айзенберг | Номинация           |